# Thaiderces tuoyuan
Espèce
Thaiderces tuoyuan est une espèce d'araignées aranéomorphes de la famille des Psilodercidae.

## Distribution
Cette espèce est endémique de la province de Yala en Thaïlande,.

## Description
Le mâle holotype mesure 1,40 mm et la femelle paratype 1,62 mm.

## Publication originale
- Chang & Li, 2019 : Fourteen new species of the spider genus Thaiderces from Southeast Asia (Araneae, Psilodercidae). ZooKeys, no 869, p. 103-146 (texte intégral).